# Eduardo Riedel
Eduardo Corrêa Riedel (Rio de Janeiro, 5 de julho de 1969) é um político do centro, empresário e produtor rural brasileiro filiado ao Progressistas, e que serve atualmente como o 12.º Governador de Mato Grosso do Sul desde 1.º de janeiro de 2023. Riedel sucedeu Reinaldo Azambuja no governo de Mato Grosso do Sul após ganhar as eleições estaduais de 2022 em 30 de outubro de 2022.
Nascido na cidade do Rio de Janeiro, capital do estado do Rio de Janeiro, no dia 5 de julho de 1969, filho de Seila Garcia Côrrea e Nelson Riedel, formou-se na Universidade Federal do Rio de Janeiro, na Fundação Getúlio Vargas e no Instituto Europeu de Administração de Empresas. Foi Secretário de Estado de Infraestrutura do Mato Grosso do Sul entre 22 de fevereiro de 2022 a 1 de abril de 2023.
Riedel foi presidente do Sindicato de Maracaju em 1999 e vice-presidente na Federação da Agricultura e Pecuária de Mato Grosso do Sul, e também foi diretor da Confederação Nacional da Agricultura (CNA). Entre 2012 a 2014 foi presidente da Famasul, logo após, ocupou o cargo de Secretário de Estado de Governo e Gestão Estratégica de Mato Grosso do Sul, durante o governo de Reinaldo Azambuja, cargo em que permaneceu até 2021. Em julho de 2021, foi nomeado pelo Reinaldo Azambuja, como presidente do Comitê Gestor do Programa de Saúde e Segurança da Economia (Prosseguir). Em 30 de outubro de 2022 ganhou as eleições estaduais com 56,90% ou 808.210 votos, derrotando assim o  deputado estadual Renan Contar (PRTB).

## Carreira
Em 1995, assumiu a gestão da propriedade rural da família, em Maracaju, adquirindo experiência em gestão. Desde então, passou a assumir cargos relacionados à administração.
Em 2015, Riedel se afastou do cargo de diretor presidente da Famasul (2012-2014), ficando à frente da Secretaria de Estado de Governo e Gestão Estratégica de Mato Grosso do Sul, no governo de Reinaldo Azambuja, cargo em que permaneceu até 2021
Durante a pandemia de Covid-19, em 2020, o governo de Mato Grosso do Sul, com apoio da Organização Pan-Americana de Saúde, criou o Programa de Saúde e Segurança na Economia, que tinha como objetivo informar dados e indicadores à sociedade, bem como desenvolver ações mais eficientes aos impactos da Covid-19 no estado de Mato Grosso do Sul.
Para coordenar e administrar esse projeto, o governador Reinaldo Azambuja nomeou em julho de 2021, Riedel como presidente do Comitê Gestor do Programa de Saúde e Segurança da Economia.

## Formação
Eduardo graduou-se em Ciências Biológicas, bacharelado em Genética, na Universidade Federal do Rio de Janeiro (UFRJ) e fez mestrado em Zootecnia na área de melhoramento Genético Animal, na Universidade Estadual Paulista (Unesp). Também cursou MBA em Gestão Empresarial pela escola de pós-Graduação em Economia (EPGE) da Fundação Getúlio Vargas e Gestão Estratégica para Dirigentes Empresariais, realizado pelo INSEAD em Fontainebleau, França.

## Candidatura ao Governo de Mato Grosso do Sul (2022)
Em 2022, candidatou-se nas eleições estaduais em Mato Grosso do Sul para governador com Barbosinha para vice-governador. Em 2 de outubro de 2022, teve 361.981 votos (25,16%) e foi para o segundo turno com o candidato Renan Contar. Em 30 de outubro de 2022, foi eleito governador com 808.210 votos (56,90%), deixando o candidato Renan Contar (PRTB) com 612.113 votos (43,10%).

## Governador de Mato Grosso do Sul

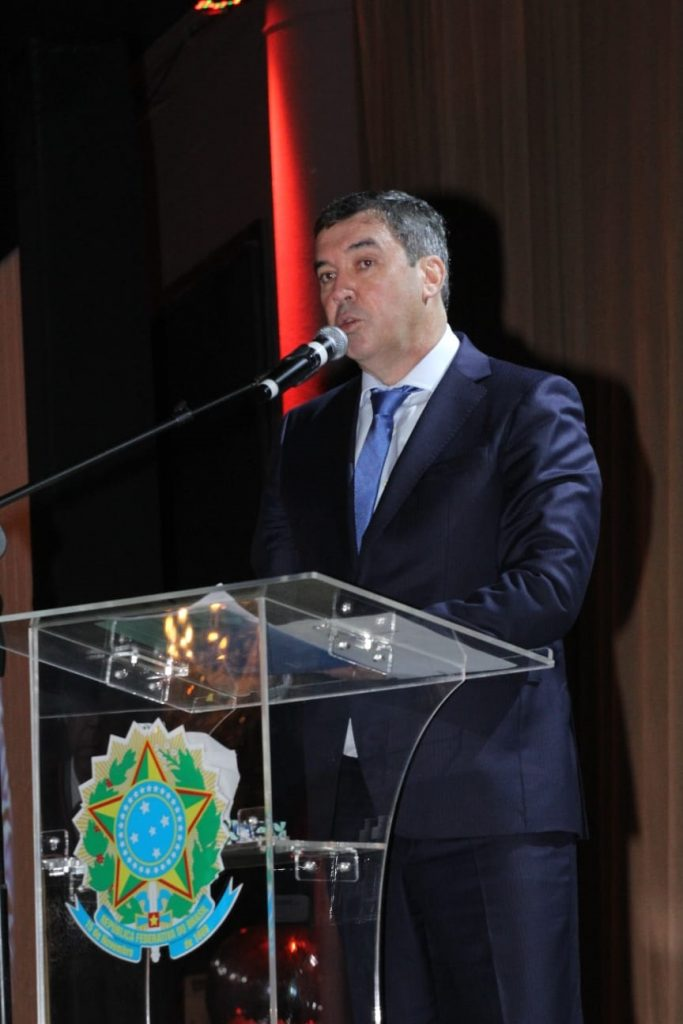
Riedel discursando no dia da sua diplomação

Em 6 de dezembro de 2022, Riedel tinha anunciado alguns nomes permaneceriam no secretariado do seu governo, nomes esses do antigo governo Azambuja.
Em 13 de dezembro de 2022, anunciou oficialmente os nomes dos secretários estaduais que assumem os cargos no dia 1º de janeiro de 2023. O primeiro escalão de Riedel já estava fechado a semana antes do anúncio.

### Posse

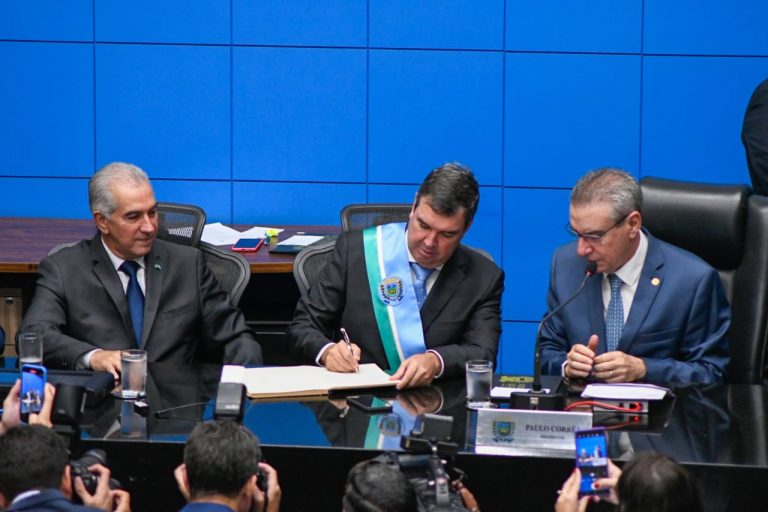
Eduardo no dia da sua posse, junto com Reinaldo Azambuja e Paulo Corrêa.

Sua posse aconteceu em 1° de janeiro de 2023 na Assembleia Legislativa de Mato Grosso do Sul, as 16h:00 (no horário de Brasília). Na posse, o presidente da Assembleia Legislativa do Mato Grosso do Sul, Paulo Corrêa (PSDB) inicia a sessão solene de posse de Eduardo Riedel (PSDB) e de José Carlos Barbosa (PP), logo após, o ex-governador Reinaldo Azambuja discursou na cerimônia de posse, após o discurso de Azambuja, Riedel leu o compromisso de posse e a mensagem governamental e logo após foi empossado governador.
Após sua posse, as 18:00 (horário de Brasília), Riedel empossou os secretários do seu governo.

## Controvérsias
Em live transmitida no dia 5 de agosto de 2020, Riedel havia se posicionado contra o pedido judicial feito pela Defensoria Pública, para que fosse determinado um lockdown em Campo Grande durante a pandemia de COVID-19. O pedido, uma ação pública, deu 72h para a prefeitura se posicionar.
Riedel ainda destacou em sua fala que "o maior inimigo na pandemia é a perda de bom senso e a capacidade de dialogar e articular ações diretas e concretas, mesmo que não convergentes", dando sequência com uma crítica à Defensoria.
"Não acreditamos na judicialização extrema e generalizado como ferramenta de solução. Na hora que começamos a pensar que a caneta de um magistrado pode dar a solução, a covid-19 está dando um passo adiante com relação às consequências da vida das pessoas e economia", concluiu.
Em dado momento, o secretário adotou fala confusa ao afirmar que é um equívoco a afirmação de que o Governo do Estado defende o lockdown, já que existia apenas uma orientação de paralisar apenas as atividades consideradas não essenciais na época.
Durante esses anos e principalmente neste período, Riedel implementou o programa “Mais Social”, que atende mais de 100 mil famílias no Mato Grosso do Sul, através de cartão social com o auxílio de R$300 mensais. Riedel também ajudou na implementação da "CNH MS Social” que arca com todos os custos da primeira carteira de habilitação de alguns cidadãos.
Entre as ações de governo estão várias parcerias público-privadas estabelecidas, como a Infovia Digital, a da Sanesul, pavimentação de rodovias e projetos. Riedel também executou a reta final das obras do Bioparque Pantanal, que teve seu conceito ampliado.

## Vida pessoal
Quando Riedel estava no ensino médio em 1987, conheceu Mônica Morais e começaram a namorar. Na época em que Riedel fez graduação em Ciências Biológicas na Universidade Federal do Rio de Janeiro e posteriormente mudou-se para fazer mestrado em Zootecnia na Unesp campus Jaboticabal, ele e Mônica começaram a não se ver mais.
Depois de um tempo, se encontraram e decidiram casar. O casamento aconteceu em janeiro de 1994 e foram morar em Jaboticabal, São Paulo. De lá pretendiam seguir carreira acadêmica e morar na Bélgica, onde Eduardo pretendia fazer seu doutorado em genética. Ele e Mônica têm dois filhos: Marcela (nascida em 1998) e Rafael (nascido em 2000).
É de ascendência paterna alemã.

## Desempenho eleitoral
| Ano  | Eleição                         | Partido | Cargo      | Votos   | %                 | Resultado | Ref    |
| ---- | ------------------------------- | ------- | ---------- | ------- | ----------------- | --------- | ------ |
| 2022 | Estaduais em Mato Grosso do Sul | PSDB    | Governador | 361.981 | 25,16% (1º Turno) | Eleito    | [ 21 ] |
| 2022 | Estaduais em Mato Grosso do Sul | PSDB    | Governador | 808.210 | 56,90% (2º Turno) |           | [ 21 ] |